# 浙江音乐学院
浙江音乐学院（英語：Zhejiang Conservatory of Music）是一所位于中國浙江省杭州市西湖区的全日制高等音乐院校，由彭丽媛提议建造，教育部于2016年3月1日批准成立，成立大会于5月8日在浙江省人民大会堂举行，由浙江省人民政府主办，省文化和旅游厅主管，浙江省人民政府与文化和旅游部实施共建。学院有本科，研究生学位。浙江音樂學院是浙江省第一所音乐艺术本科院校。著名钢琴家朗朗是浙江音乐学院的荣誉教授。
学校靠近中国美术学院象山校区，占地602亩，建筑面积35万平米，是全世界最大占地面积的音乐学院，总投资20.38亿元（不含征地费）。全校拥有800多架立式钢琴，200多架斯坦威三角钢琴，浙江音乐学院目前还坐拥全国音乐高等学府最高规格音乐厅管风琴，校区于2012年12月26日动工建设，2015年秋季投入使用，现有在校生2700多人，设计办学规模为全日制在校生5000人。

## 概况
整个校区分为北区和南区，拥有全世界最大的音乐学院校区，有北门和南门两座校门。大剧院、音乐厅、音乐楼、舞蹈楼、戏剧楼、图书馆和行政楼等都位于北区艺术区。综合教学楼、手风琴风格的体育馆、钢琴琴键样式的宿舍楼、食堂等坐落于南边生活区；建设单位为绿城建筑设计有限公司，最先建设的是学生宿舍楼。
学院共有1座图书馆、1个大剧院、3个音乐厅、3个剧场、102个排练厅、842间琴房和6个录音棚。音乐厅可容纳800人，大剧院（设有大剧场、小剧场和电影放映厅，其中有一个IMAX影厅）可容纳约1200人。音乐厅、大剧院等场所都会向公众开放。
专任教师有283人，其中正高职称44人（教授31人），副高职称52人。

## 专业设置
学科以艺术学为主，其中全部涵盖主干学科音乐和舞蹈学下属的作曲与作曲技术理论、音乐学、音乐表演、舞蹈学、舞蹈表演、表演共6个专业，在现有的三个一级学科中，音乐与舞蹈学是省级一流学科A类，戏剧与影视学、艺术学理论是省级一流学科B类。音乐学专业是国家特色专业，音乐表演专业是省级新兴特色专业。少量交叉兼涉管理学、文学、工学等，规划设置近60个专业。到2020年专业数将拓展到14个左右。